# Sant'Antonio Abate e san Michele Arcangelo
Le due tavole con Sant'Antonio Abate e San Michele Arcangelo sono opere di Filippo Lippi, dipinte a tempera (81,3x29,8 cm ciascuna), risalenti al 1456-1458 e conservate nel Museum of Art di Cleveland.

## Storia
Si tratta delle ante laterali di un perduto trittico commissionato da Cosimo de' Medici nel 1456 per farne dono al re Alfonso di Napoli, che lo ricevette nel 1458. Del trittico parla una lettera di Filippo Lippi indirizzata a Giovanni di Cosimo de' Medici datata 20 luglio 1457, nella quale è contenuto anche un piccolo schizzo dell'opera. L'opera piacque molto al re e lo stesso pittore guadagnò ottime credenziali presso la famiglia Medici. L'esecuzione dell'opera fu una delle cause del rallentamento nei lavori agli affreschi della Cappella Maggiore del Duomo di Prato, iniziati nel 1452 e terminati solo nel 1462.
Nel 1871 i due pannelli comparvero sul mercato antiquario di Roma, dove vennero acquistati da Frederick Cook, mentre della Madonna centrale si erano già perse le tracce.

## Descrizione
Lo scomparto centrale del dipinto conteneva una perduta Vergine in adorazione del Bambino. Ne esiste comunque una copia più tarda della bottega del Lippi, pure esposta a Cleveland.
I due santi laterali sono un omaggio a re Alfonso, poiché erano i suoi protettori. L'occasione ufficiale richiese al pittore di usare tutto il fasto necessario, per questo si spiega la profusione di oro e di ornamenti.